# Nådastöt

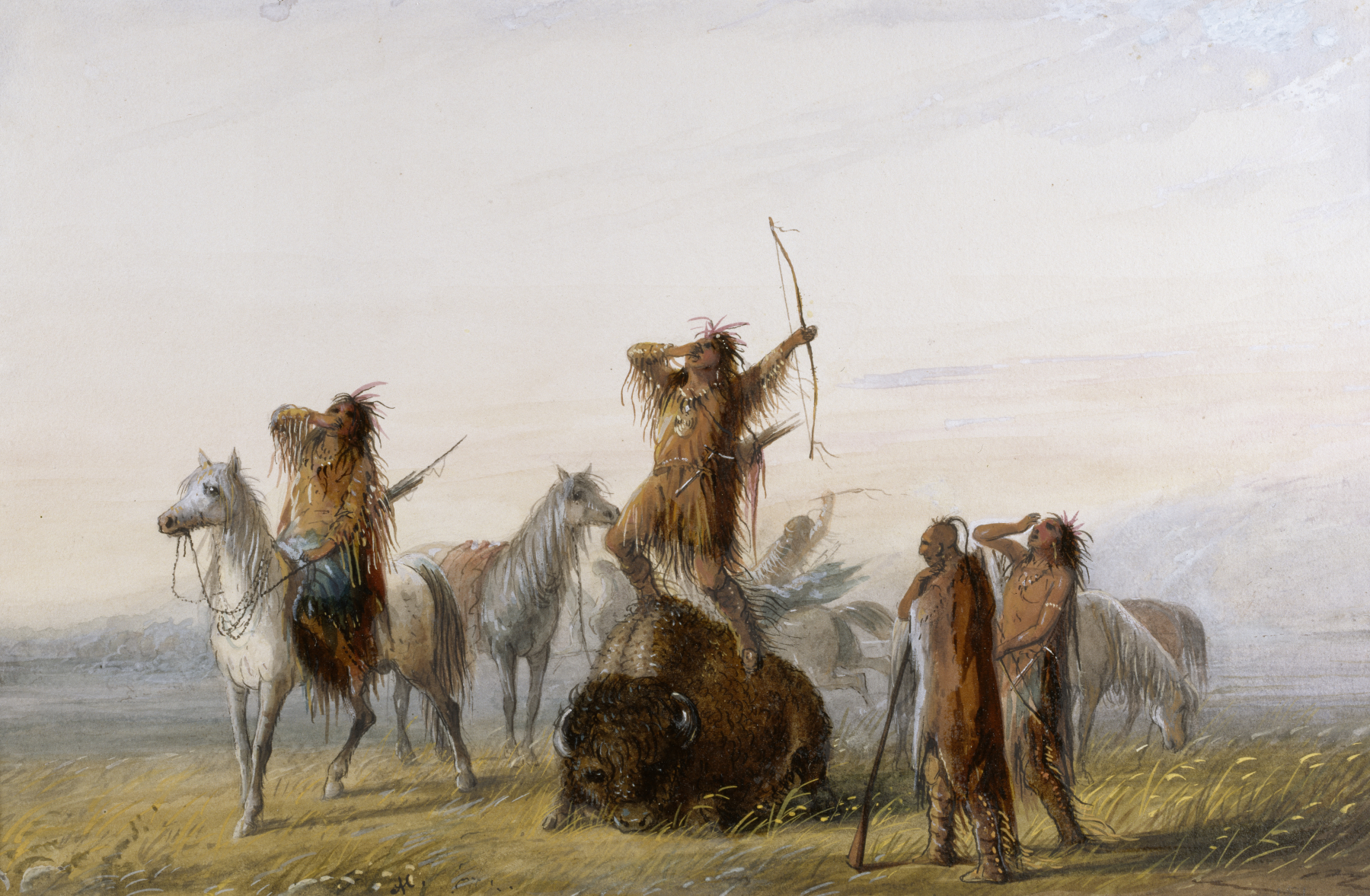
Yell of Triumph, en målning av Alfred Jacob Miller som föreställer indianjägare som samlas runt en dödligt skadad buffel och deltar i ett segerrop innan de utdelar djuret nådastöten

Nådastöt är en stöt med vapen som dödar någon svårt sårad och därmed gör slut på lidandet. Det kan vara ett barmhärtigt dödande av dödligt sårade civila eller soldater, vänner eller fiender, med eller utan den drabbades samtycke.
Vid pinliga avrättningar i äldre tid kunde bödeln ibland åläggas att förkorta offrets plågor genom en dolkstöt eller annat sätt.
Bildligt är en nådastöt en åtgärd eller händelse som innebär den slutliga undergången för någon eller något som redan är nära sin undergång.